# Pontania bridgmanii
Pontania bridgmanii är en stekelart som först beskrevs av Cameron 1883.  Pontania bridgmanii ingår i släktet Pontania, och familjen bladsteklar. Arten är reproducerande i Sverige.